# I&M Bank Limited
 (mars 2025).
I&M Bank Kenya Limited est une banque commerciale du Kenya, pays ayant la plus grande économie de la Communauté de l'Afrique de l'Est. Elle est agréée par la Banque centrale du Kenya, la banque centrale et le régulateur bancaire national.

## Aperçu
En septembre 2019, l'actif total de la banque est évalué à plus de 2,52 milliards de dollars américains (261 milliards de KES), avec des capitaux propres d'environ 424 millions de dollars américains (44 milliards de KES). En septembre 2019, la banque est classée huitième, en termes d'actifs totaux, sur les quarante banques agréées du pays à cette époque. I&M Bank répond aux besoins bancaires des grandes et petites entreprises, en mettant l'accent sur les grandes et moyennes entreprises. Elle fait de même pour les particuliers, en mettant l'accent sur les clients premium. I&M est également passée au niveau I après le rachat de Giro Bank

## Histoire
L'histoire de la banque débute en 1974, lorsque Investments & Mortgages Limited est créée en tant que société privée fournissant des services financiers personnalisés aux hommes d'affaires de la région de Nairobi. En 1980, I&M est enregistrée comme institution financière en vertu de la Loi sur les banques. À la suite des changements apportés à la réglementation de la Banque centrale du Kenya, l'organisme de régulation bancaire du pays, I&M est devient une banque commerciale en 1996.

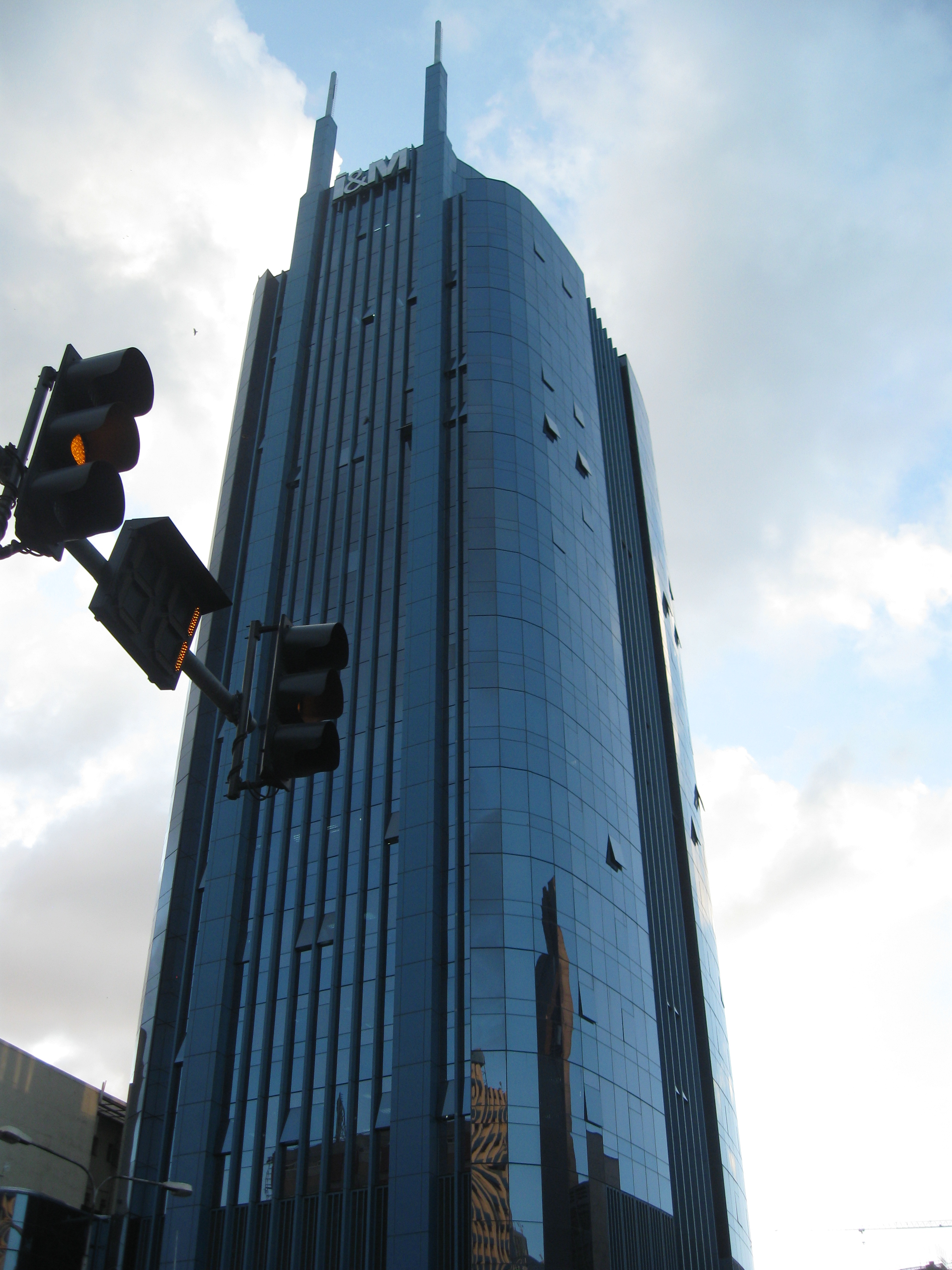
I&M Bank Tower

En 2002, un gratte-ciel de verre et d'acier de 16 étages, connu sous le nom de I&M Bank Tower, est inauguré sur Kenyatta Avenue, dans le quartier central des affaires de Nairobi. L'année suivante, I&M Bank acquiert Biashara Bank of Kenya Limited, élargissant ainsi le réseau de succursales, la clientèle et les actifs sous gestion d'I&M.
En 2007, DEG et PROPARCO, deux institutions financières de développement international, investissent environ 4,5 millions de dollars américains pour acquérir 11,96 % des actions d'I&M Bank. Cette participation a ensuite été augmentée à 19,7 %.
En 2008, I&M Bank acquiert une participation de 50 % dans First City Bank Limited (FCB) de Maurice. La FCB s'est depuis rebaptisée Bank One Mauritius . En 2010, I&M Bank acquiert une participation majoritaire dans CF Union Bank of Tanzania. CF Union Bank est depuis rebaptisée I&M Bank (Tanzanie).
En juillet 2012, I&M Bank Group prend une participation majoritaire dans la Commercial Bank of Rwanda (BCR), la deuxième plus grande banque commerciale de ce pays à l'époque, pour une somme d'argent non divulguée.
En août 2013, la BCR est rebaptisée I&M Bank Rwanda.
En 2013, I&M Bank crée I&amp;M Holdings Limited, en tant que société holding de toutes les activités et filiales du groupe. Les actions de la société holding sont cotées et négociées publiquement à la Bourse de Nairobi, sous le symbole I&M.

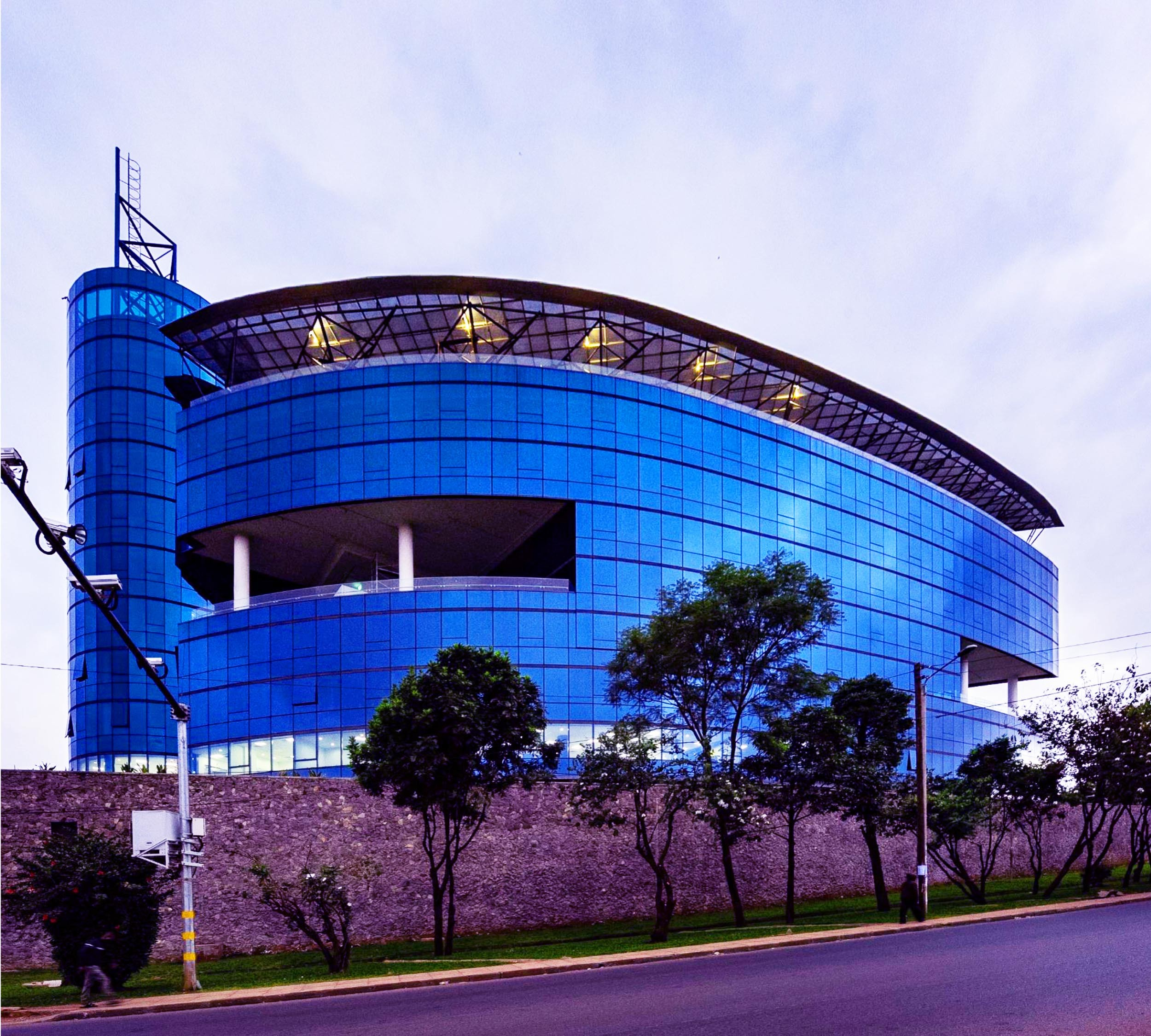
Le siège social au 1 Park Avenue.

En 2020, le 1 Park Avenue est inauguré comme nouveau siège social d'I&M Banks. Le bâtiment est situé à la jonction de la 1re avenue Parklands et de la route Limuru à Nairobi.

## Acquisition
En septembre 2015, I&M Holdings entame le processus d'acquisition de Giro Commercial Bank et la fusion de ses activités avec celles d'I&M Bank Limited. Le processus, qui nécessite une approbation réglementaire,, est conclu en février 2017, avec la Giro Commercial Bank abandonnant sa licence bancaire et devenant une partie d'I&M Bank Kenya.

## Réseau d'agences
À la date de novembre 2022, la banque maintient un réseau de quarante agences à travers le Kenya, dont la liste suit, chacune équipée d'un distributeur automatique.
1. Kenyatta Avenue Branch – I&amp;M Bank Tower, Kenyatta Avenue, Nairobi
2. Karen Branch – Karen Office Park, Langata Road, Karen, Nairobi
3. 2nd Ngong Avenue Branch – I&M Bank House, 2nd Ngong Avenue, Nairobi
4. Sarit Centre Branch – 1st Floor, Sarit Centre, Westlands, Nairobi
5. Biashara Street Branch – Ansh Plaza, Biashara Street, Nairobi
6. Industrial Area Branch – KCC Building, Changamwe Road, Nairobi
7. Langata Link Branch – Langata Link Complex, Langata South Road, Nairobi
8. Valley Arcade Branch – Kenol Kobil Station, Gitanga Road, Nairobi
9. Panari Sky Centre Branch – Nairobi-Mombasa Road, Nairobi
10. One Park Branch – 1 Park Avenue, Ground Floor (Junction of 1st Parklands and Limuru Road)
11. Wilson Airport Branch – Pewin House, Wilson Airport, Nairobi
12. Ongata Rongai Branch – First Floor, Maasai Mall, Ongata Rongai, Nairobi
13. South C Branch – South C Shopping Centre, Nairobi
14. Riverside Drive Branch -14 Riverside Drive, Nairobi
15. Nyali Complex Branch – Nyali Cinemax, Main Nyali Road, Mombasa
16. Mombasa Branch – Biashara Building, Nyerere Road, Mombasa
17. Kisumu Branch – Bon Accord House, Oginga Odinga Street, Kisumu
18. Nakuru Branch – Polo Centre, Kenyatta Avenue, Nakuru
19. Eldoret Branch – Ground Floor, Zion Mall, Uganda Road, Eldoret
20. Changamwe Branch – First Floor, Refinery Building, Refinery Road, Mombasa
21. Kisii Branch – Royal Tower, Hospital Road, Kisii
22. Malindi Branch – First Floor, Pine Court Building, Lamu Road, Malindi
23. Nyeri Branch – Ground Floor, Nyaatha Plaza, Kimathi Way, Nyeri
24. Thika Branch – Ground Floor, 80 West Place, Opposite Tuskys Supermarket, Thika
25. Village Market Branch – Village Market Shopping Complex - New Wing, 1st Floor, Limuru Road
26. Sarit Centre Select Branch – Sarit Centre New Wing, Lower Ground Floor, Westlands
27. Lavington Mall Branch – First Floor, Lavington Mall, off James Gichuru Road, Nairobi
28. Kitale Branch – Ground Floor, Mega Centre Mall, Kitale
29. Lunga Lunga Branch – First Floor, Lunga Lunga Mall, Lunga Lunga Road, Industrial Area, Nairobi
30. Yaya Centre Branch – Fourth Floor, Yaya Centre, Argwings Kodhek Road, Nairobi
31. Gateway Mall Branch – Gateway Mall, Mombasa Road, opposite Syokimao Railway Station, Nairobi.
32. Garden City Mall Branch – Garden City Mall, Thika Road, Nairobi
33. Nanyuki Branch – Ground Floor, Hussein Building, Nanyuki
34. Cross Road Branch – Off River Road, Nairobi
35. Meru Branch – Ground Floor, P&K Plaza, Moi Avenue, Meru
36. Eldama Park Branch – Eldama Park, Nairobi
37. Dunga Road Branch – Dunga Road, Industrial Area, Nairobi
38. Ridge Court Branch – Ridge Court, Parklands, Nairobi
39. Haile Selassie Branch – Patel Samaj Building, Haile Selassie Avenue, Mombasa
40. Spring Valley Branch – Ground Floor, Block B, Spring Valley Business Park, Nairobi.